# رود هندرسون
رود هندرسون (بالإنجليزية: Rod Henderson)‏ هو لاعب كرة قاعدة أمريكي، ولد في 11 مارس 1971 في غرينسبورج في الولايات المتحدة.

## وصلات خارجية
- رود هندرسون على موقعبيزبول رفرنس.كوم (الدوري الرئيسي) (الإنجليزية)
- رود هندرسون على موقعبيزبول رفرنس.كوم (الدوري الثانوي) (الإنجليزية)